# Sokolí skála
Přírodní rezervace Sokolí skála je chráněné území v okrese Brno-venkov, které se nesouvisle rozkládá po obou svazích nad řekou Svratkou. Celá oblast o rozloze 128,54 ha je součástí přírodního parku Svratecká hornatina.
Důvodem vyhlášení rezervace byl především vlastní geomorfologický reliéf krajiny a přirozená skladba lesa. Chráněné jsou příkré rulové skály s výskytem rozmanitých druhů rostlin i živočichů a dobře zachovalé biocenózy extrémních stanovišť (sutě, skály). Dále rozsáhlé, převážně listnaté lesní komplexy s vtroušenou borovicí a jedlí, které jsou hodnoceny jako lesy přirozené nebo přírodě blízké. Některé lokality v západní části vlastní Sokolí skály lze dokonce hodnotit jako společenstva pralesního charakteru. V lokalitě, známé jako bývalé hnízdiště sokola stěhovavého (Falco peregrinus), se dnes vyskytuje spousta běžných i chráněných druhů jak rostlin, tak živočichů. Celá oblast je významná především z hlediska geologického, botanického a ornitologického.
Okrajem území, podél toku řeky Svratky vede červeně značená cesta z Borače do Doubravníka.

## Lokalita

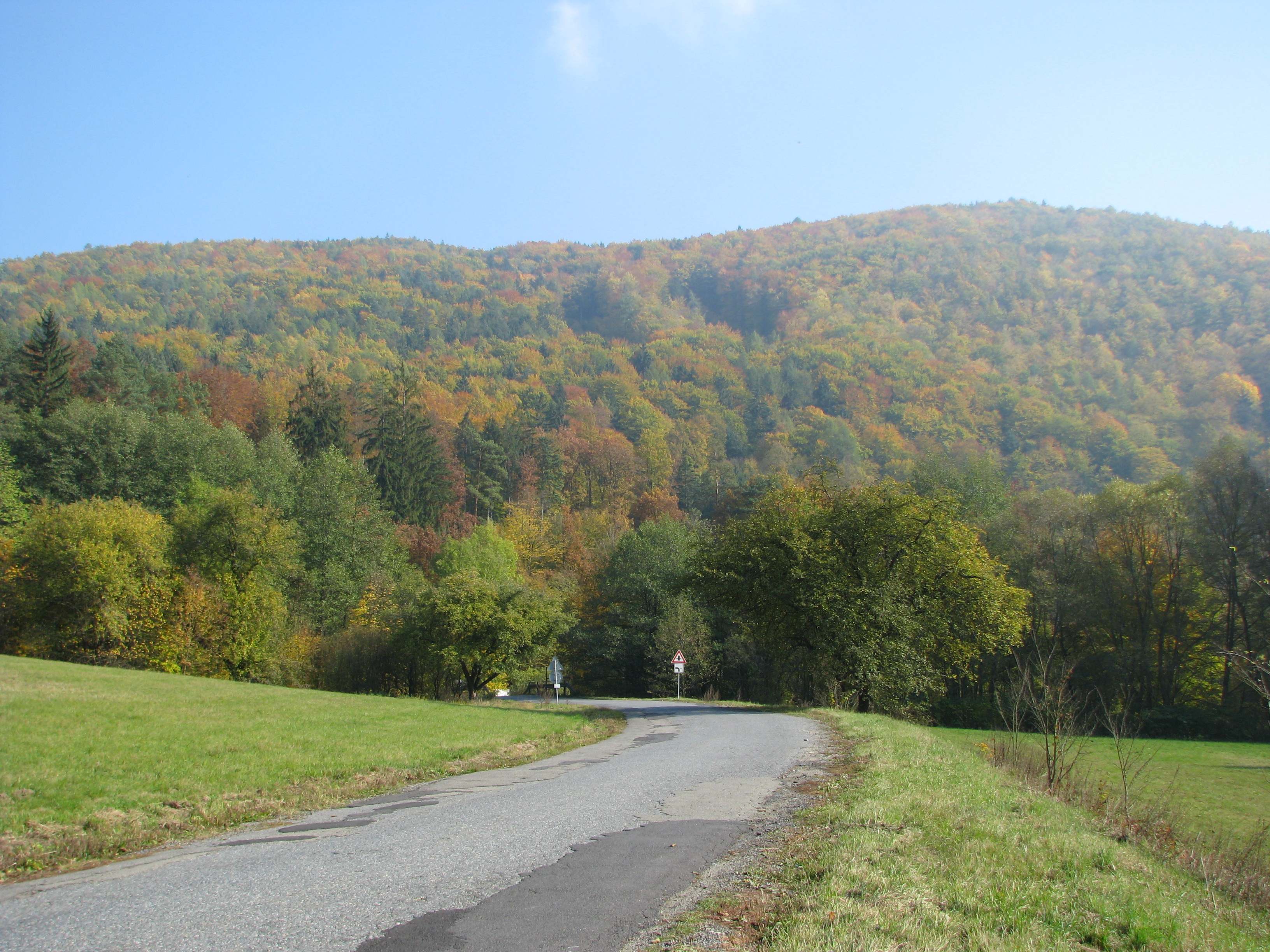
Panorama Dubiny (část PR Sokolí skála)

PR Sokolí skála se nachází v okrese Brno-venkov, jihovýchodním směrem od Doubravníka, poblíž bývalé osady a dnešní železniční zastávky Prudká zastávka. Zasahuje na katastrální území Doubravník (pravý břeh) a Podolí u Borače (levý břeh). Celá přírodní rezervace dnes zaujímá plochu 128,54 ha a leží v nadmořské výšce cca od 300 do 540 m n. m. Maximální převýšení je tudíž 240 m. Skládá se ze tří částí, vlastní Sokolí skály, Dubin (Vinohradu) a Bučiny.

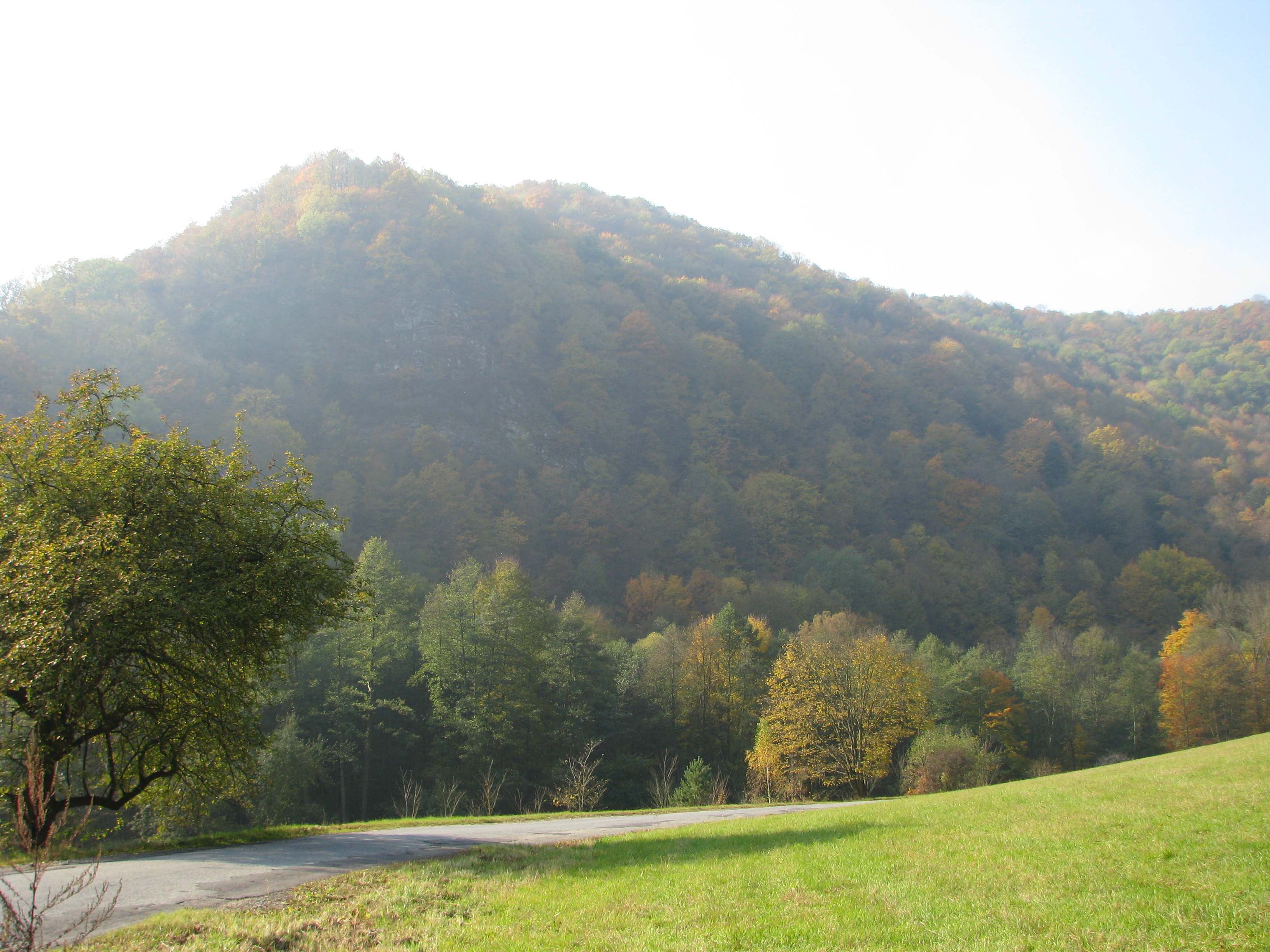
Nejznámější pohled na nejstarší část rezervace, vlastní Sokolí skálu

- Dubiny – severní část o rozloze 40,22 ha leží v klínu mezi řekou Svratkou a Křeptovským potokem. Poměrně často toto území najdeme i pod místním názvem „Vinohrad“. Jedná se o svahy se západní až východní expozicí s jednotlivými skalními výstupy, z velké části pokryté přírodě blízkým až přirozeným lesem.
- Sokolí skála – západní a nejstarší část o rozloze 30,41 ha leží nad pravým břehem řeky Svratky. Tvořena je příkrými svahy, málo zahliněnými sutěmi, stržemi a žleby s naprostou převahou přirozeného společenstva. Skalní stěny jsou členěny římsami a ojediněle se v nich vyskytují malé puklinové jeskyně. Primárně je zde bezlesí – skály a suťová pole.
- Bučina – jihovýchodní část o rozloze 57,73 ha leží nad levým břehem řeky Svratky. Svahy jsou orientovány především na východ. Pouze na jihozápadě této části se nachází přirozený až přírodě blízký les, jinak se jedná o lesy spíše hospodářského charakteru. Překvapivá je zde poměrně vysoká hojnost zástupců jedle bělokoré (Abies alba).[4][7]

## Historie
Již od 19. století na území dnešní rezervace začaly probíhat botanické výzkumy. Objevili se zde vědci, jako například profesor Jindřich Suza nebo docent Jan Šmarda, který zřejmě jako první v tisku publikoval potřebu vyhlásit Sokolí skálu za přírodní rezervaci (v článku „Přírodní krásy a památky Tišnovska“, uveřejněném roku 1931).

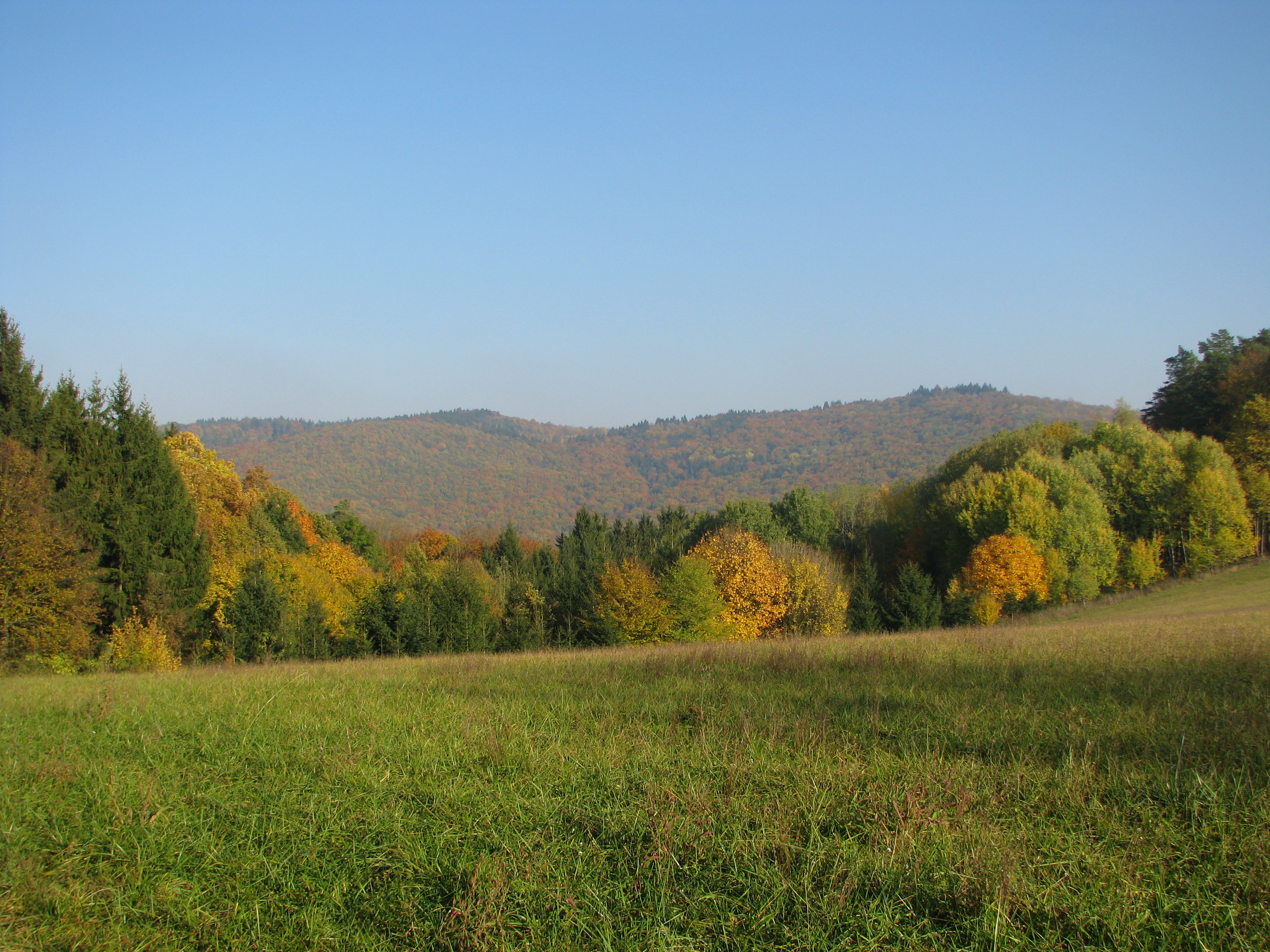
Panorama – Bučina (část PR Sokolí skála)

Rezervace byla nakonec vyhlášena 5. ledna 1949 Ministerstvem školství, věd a umění na podnět doubravnického rodáka MUDr. Františka Jelínka a již zmíněného Jana Šmardy. Návrh pro vyhlášení rezervace a odborné podklady vypracoval roku 1942 profesor Alois Zlatník, přední představitel tehdejšího Svazu na ochranu přírody a domoviny na Moravě. Snažil se o to, aby území bylo celistvější a celková navrhovaná rozloha byla téměř 280 ha.
9. března 1998 proběhla drobná změna hranic schválená Okresním úřadem Žďár nad Sázavou. Došlo ke zmenšení ZCHÚ o cca 0,10 ha v důsledku výstavby Vírského oblastního vodovodu (jednalo se o veřejný zájem).

## Přírodní poměry

### Geografie a geologie

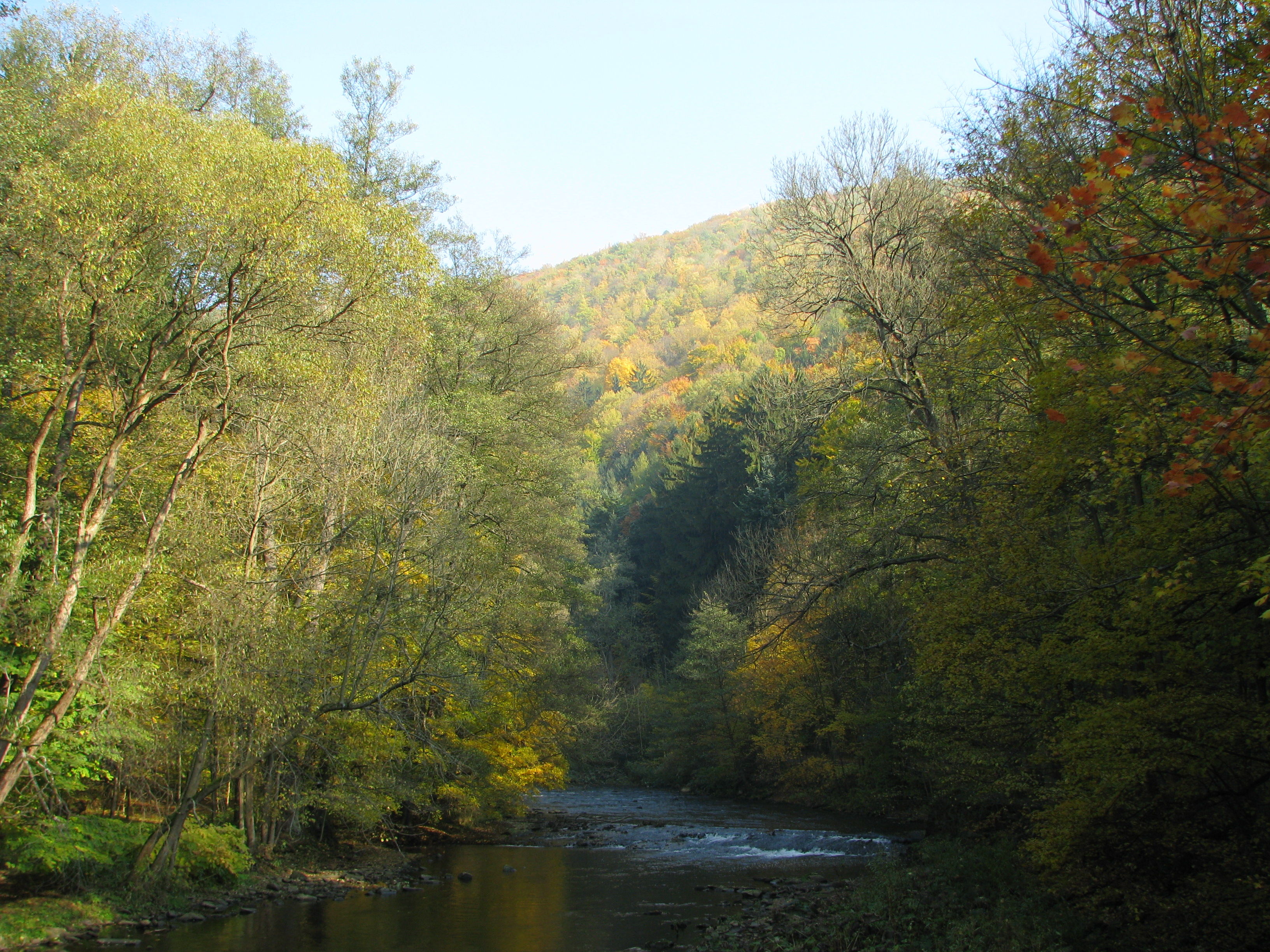
Řeka Svratka, s panoramem Dubiny (část PR Sokolí skála)

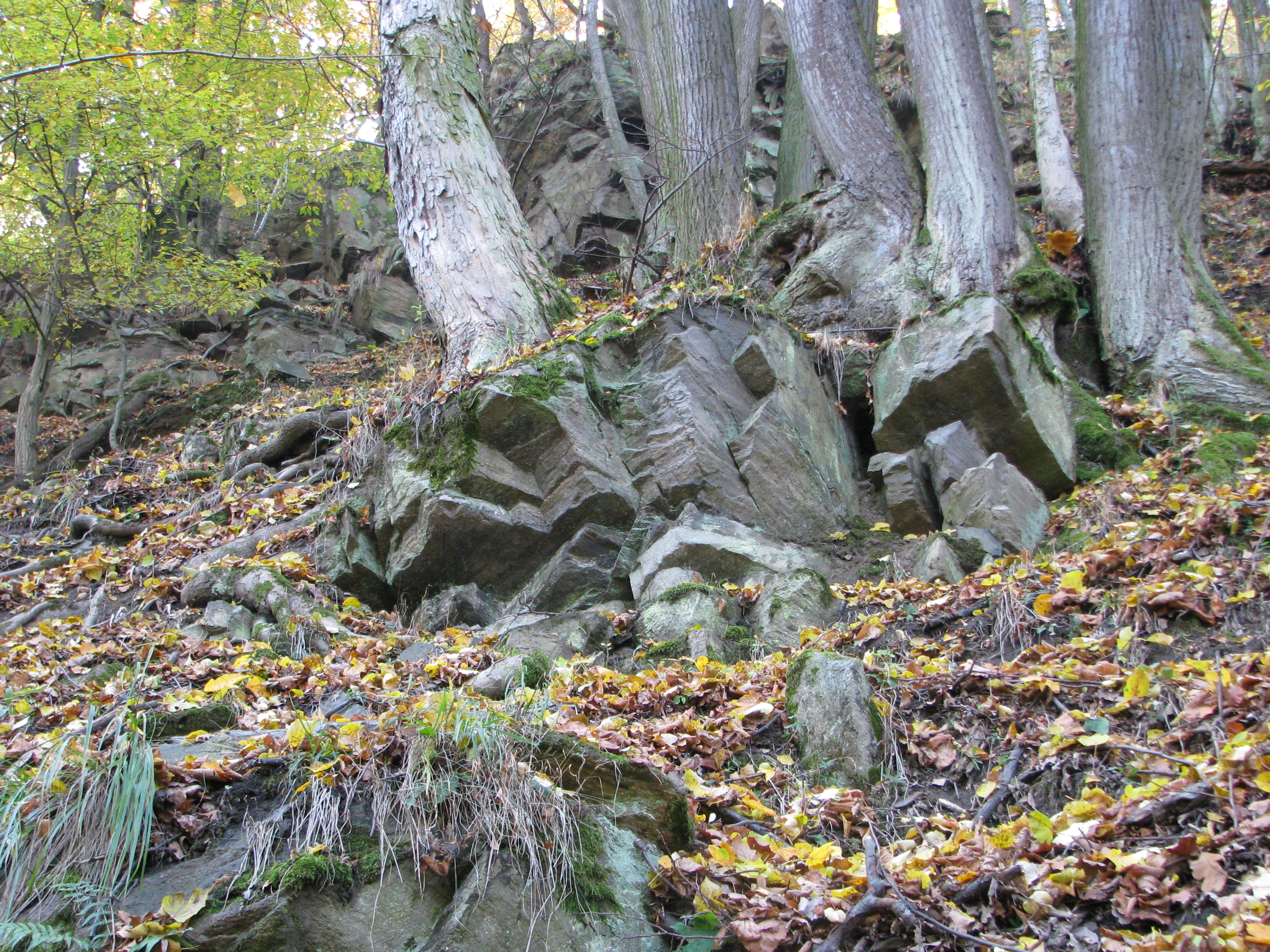
Skalní útvary na svazích Sokolí skály

Oblast se nachází v jihovýchodní části Českomoravské vrchoviny. Podobu krajiny v historii velmi ovlivnila řeka Svratka, podle níž se tato část Českomoravské vrchoviny nazývá Hornosvratecká vrchovina. Ve čtvrtohorách, v období pleistocénu, působením mrznoucí vody v puklinách ruly docházelo ke vzniku trhlin a prasklin. Tím se modelovala krajina do dnešních skalních útvarů a pokryvu svahů moři balvanů odlomených ze stěn.
Geologický podklad území tvoří tzv. bítešské ruly, které na mnoha místech vystupují na povrch v mohutné skály, skalní stěny i mrazové sruby. Tyto útvary se nachází především na pravém břehu řeky. Ortoruly jsou dvojslídné, vzácně biotitické, často porfyroblastické. Půdy jsou většinou kamenité až štěrkovité, méně hluboké. Sutě a skály tvoří primární bezlesí.

### Flóra

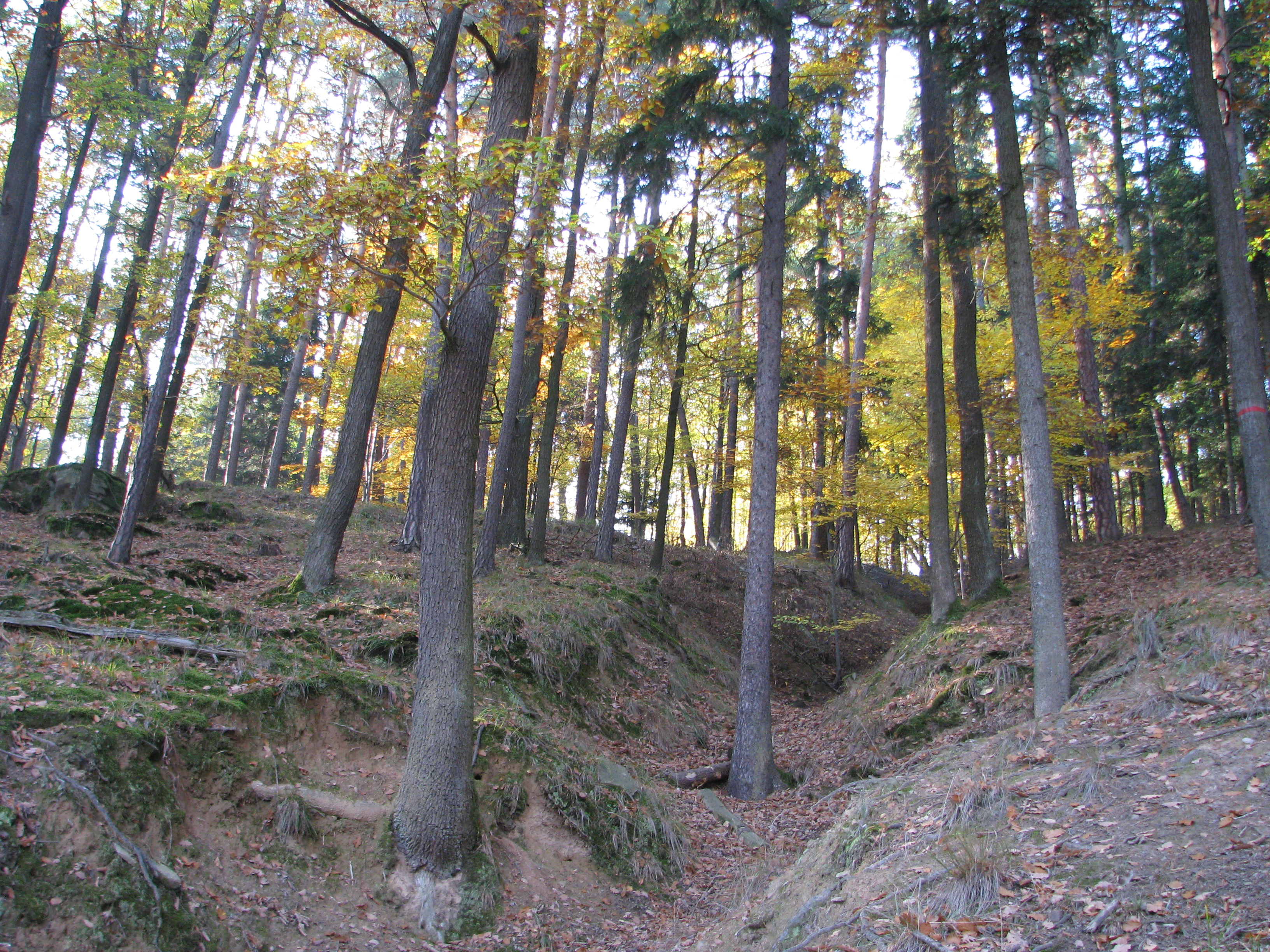
Smíšený porost dubu s borovicí (PR Sokolí skála)

Dřevinné patro je velmi rozmanité. Převažujícími lesními geobiocenózami jsou dubohabřiny a bučiny, méně často pak i lipové javořiny. Z typických stromů zde najdeme převážně dub zimní (Quercus petraea), buk lesní (Fagus sylvatica), habr obecný (Carpinus betulus), ale i javory (Acer), lípy (Tilia), jasany (Fraxinus), vzácněji pak i jilm habrolistý (Ulmus minor), jilm drsný (Ulmus glabra) a přimíšena bývá i jedle bělokorá (Abies alba) a borovice lesní (Pinus sylvestris). V oblasti najdeme i smrky (Picea abies), které jsou zde však nepůvodní. Vzácností je teplomilný druh jeřáb břek (Sorbus torminalis), vyskytující se zde na severní hranici svého rozšíření v povodí řeky Svratky.
Keřové patro se nachází především v západní části PR, tj. na vlastní Sokolí skále; ve zbývajících dvou je velmi chudé. Vyskytují se zde například hloh obecný (Crataegus oxyacantha), svída krvavá (Cornus sanguinea), brsleny (Euonymus), ptačí zob (Ligustrum vulgare), zimolez obecný (Lonicera xylosteum), meruzalka alpínská (Ribes alpinum) a růže převislá (Rosa pendulina). Keřovitého vzrůstu je i jediný exemplář tisu červeného (Taxus baccata), jehož stáří se odhaduje na 200 let.

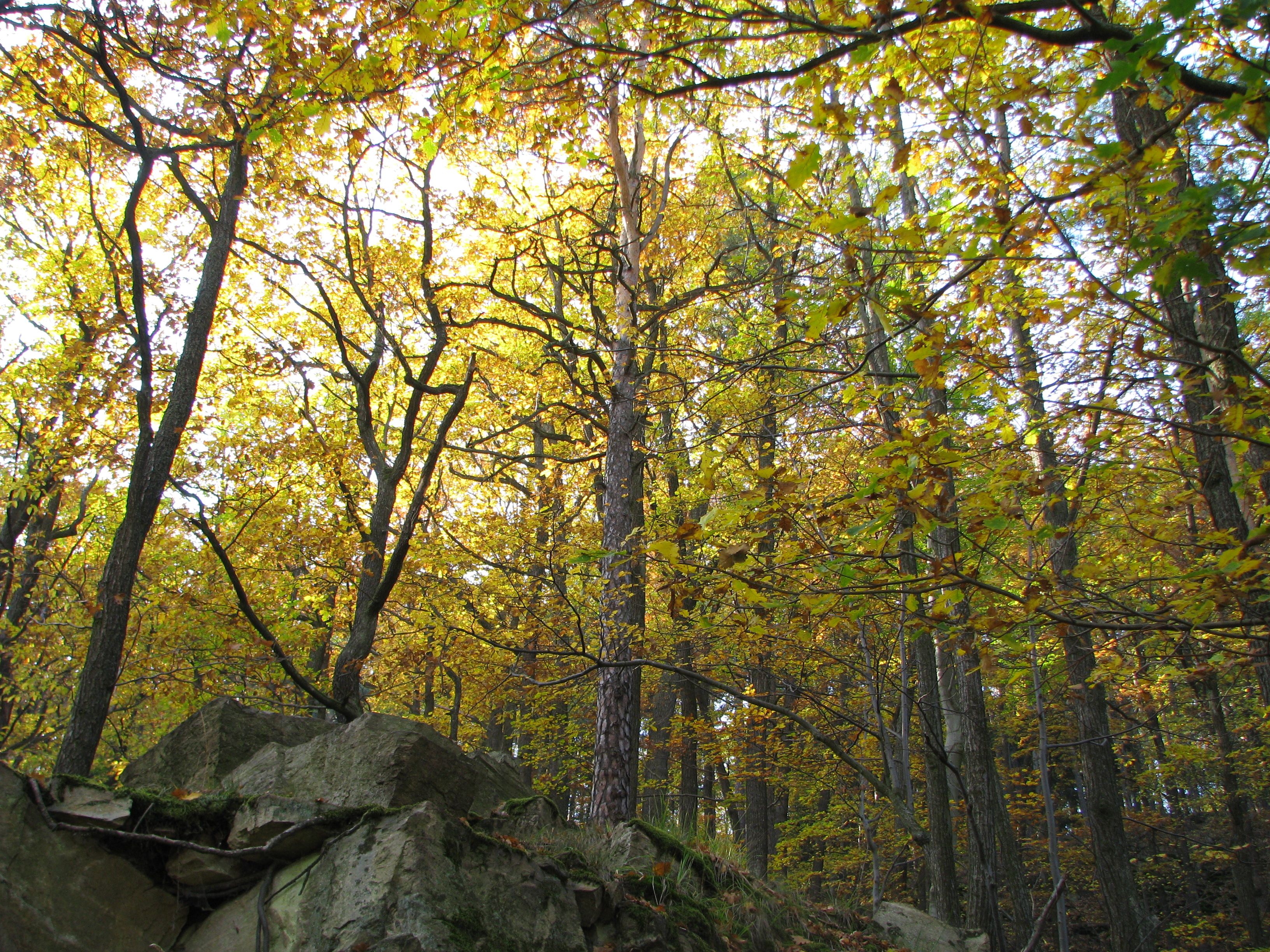
PR Sokolí skála – pohled na listnatý les

Bylinné patro tvoří pestrá mozaika dobře zachovalých biocenóz extrémních stanovišť, ale také typické mezofilní druhy listnatých porostů středních poloh. Nejvýznamnější jsou například lilie zlatohlavá (Lilium martagon), vikev hrachovitá (Vicia pissiformis), strdivka sedmihradská (Melica transsilvanica), rozchodník bílý (Sedum album), okrotice dlouholistá (Cephalanthera longifolia), dřín jarní (Cornus mas), skalník černoplodý (Cotoneaster melanocarpus). Na rulových skalách se jako glaciální relikt zachovaly také početné populace dealpínských druhů, jako tařice skalní Arduinova (Aurinia saxatilis subsp. areini) nebo pěchava vápnomilná (Sesleria caerulea).

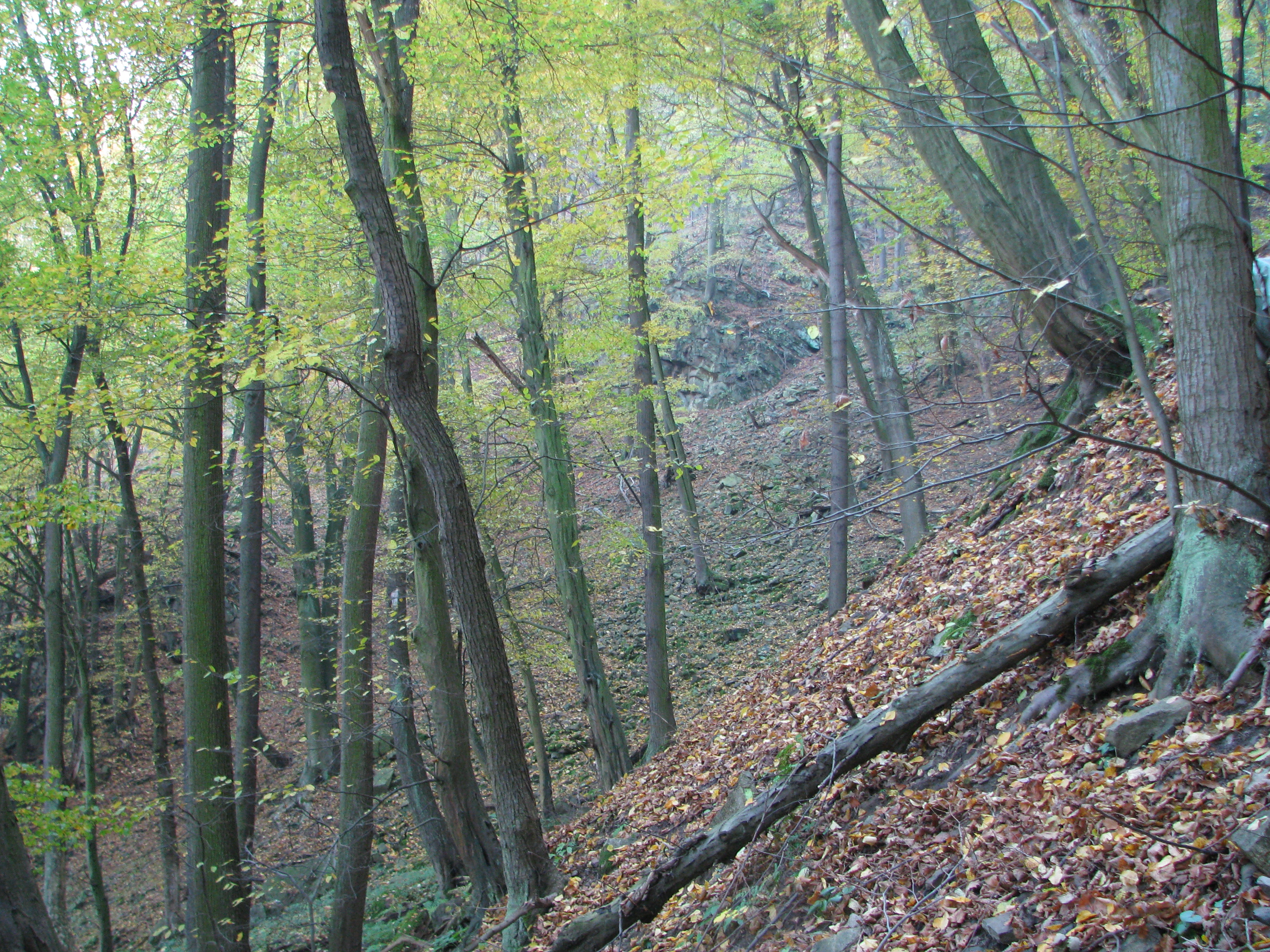
Listnatá kmenovina na skalách, ekosystém přirozeného až pralesního typu (PR Sokolí skála)

Ve štěrbinách skal pak najdeme nejčastěji kapradiny osladič obecný (Polypodium vulgare), sleziník červený (Asplenium trichomanes) a puchýřník křehký (Cystopteris fragilis). K vzácnějším patří sleziník severní (Asplenium septentrionale) a sleziník routička (Asplenium ruta-muraria).

#### Ekosystémy
Nejvíce, cca 35 % rezervace, zabírají suťové lesy na prudkých suťových svazích se skalami a balvany. Stromové patro zde tvoří převážně habr obecný (Carpinus betulus), lípa srdčitá (Tilia cordata), buk lesní (Fagus sylvatica), borovice lesní (Pinus sylvestris). V podrostu najdeme kakost smrdutý (Geranium robertianum) a kopřivu dvoudomou (Urtica dioica).
Druhým nejčastějším ekosystémem jsou květnaté bučiny, tvořící přibližně 30 % území. Jedná se o mírné až prudší svahy se sklonem k západu. Ve stromovém patru dominuje buk lesní (Fagus sylvatica), habr obecný (Carpinus betulus). V podrostu pak ostřice chlupatá (Carex pilosa) a kyčelnice cibulkonosná (Dentaria bulbifera).
Další jsou hercynské dubohabřiny na 20 % rezervace. Opět se jedná o mírné až prudší svahy, převážně se sklonem k západu i východu. Ve stromovém patru nalezneme habr obecný (Carpinus betulus), dub zimní (Quercus petraea), lípu srdčitou (Tilia cordata). V podrostu je to líska obecná (Corylus avellana), strdivka nící (Melica nutans) a lipnice hajní (Poa nemoralis).
Posledním typem je štěrbinová vegetace silikátových skal a drolin na zhruba 5 %. Jedná se o skalní srázy, zvětralé rulové výchozy, suťová a balvanová pole pod skalami a na bázích svahů.
Zbylých 10 % zaujímá biotop vytvořený člověkem.

### Fauna
Fauna v PR Sokolí skála prozatím nebyla prostudována tak jako flóra.
S ohledem na celkový charakter zdejší vegetace lze PR Sokolí skálu považovat za ideální prostředí pro hnízdění různých druhů ptáků. V minulosti, po 1. světové válce (nejspíše kolem roku 1920), zde zahnízdili sokoli stěhovaví (Falco peregrinus). Když byl však jeden z páru zastřelen, hnízdění roku 1953 skončilo.
V současné době zde však můžeme nalézt kromě běžných druhů například poštolku obecnou (Falco tinnunculus), krkavce velkého (Corvus corax), holuba doupňáka (Columba oenas), skorce vodního (Cinclus cinclus) nebo výra velkého (Bubo bubo). Významné je také druhově pestré společenstvo plžů v suťových lesích. Najít můžeme např. plamatku lesní (Arianta arbustorum), trojlaločku pyskatou (Helicodonta obvoluta), zuboústku sametovou (Causa holosericea), vřetenovku hladkou (Cochlodina laminata), vřetenatku obecnou (Alinda biplicata) nebo zemouna skalního (Aegopis verticillus).

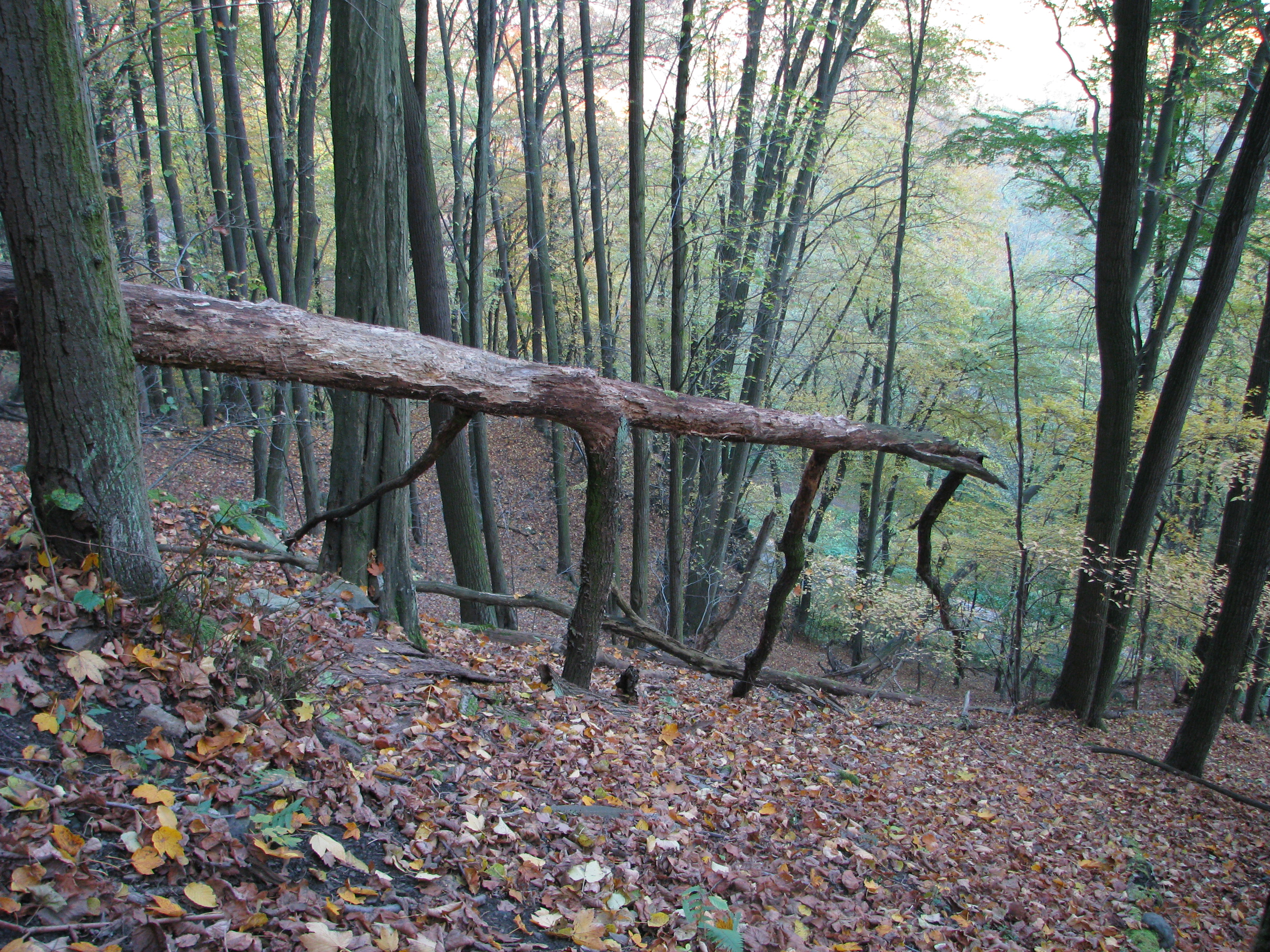
Vyvrácené stromy ponechané přirozenému rozpadu (Sokolí skála)

Z obojživelníků se vyskytují ropucha obecná (Bufo bufo), skokan hnědý (Rana temporaria) nebo kriticky ohrožený mlok skvrnitý (Salamandra salamandra). Z plazů se zde vyskytuje ještěrka obecná (Lacerta agilis), slepýš křehký (Anguis fragilis), užovka hladká (Coronella austriaca), užovka obojková (Natrix natrix), užovka podplamatá (Natrix tessellata).
Ze savců je nejběžnější lovná zvěř jako srnec obecný (Capreolus capreolus) a prase divoké (Sus scrofa). Již desítky let se zde drží také tlupa nepůvodních muflonů (Ovis musimon), kteří sem zřejmě doputovali z jiných míst Tišnovska, kde byli pravděpodobně vysazeni. Dalšími běžně se vyskytujícími savci jsou ježci (Atelerix), veverka obecná (Sciurus vulgaris), norník rudý (Clethrionomys glareolus), liška obecná (Vulpes vulpes), kuna skalní (Martes foina) či jezevec lesní (Meles meles).

## Ochrana přírody

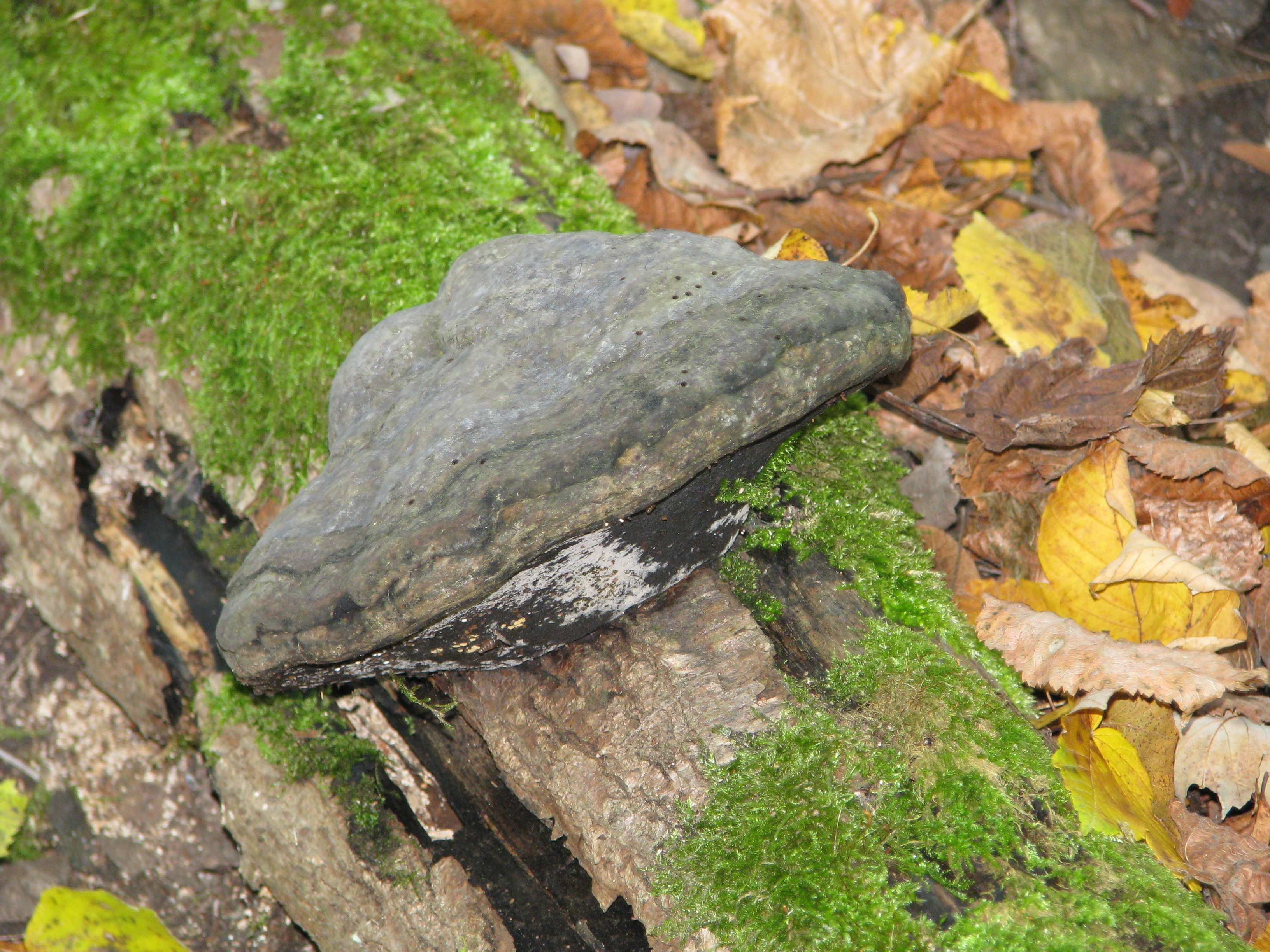
Tlející dříví v PR Sokolí skála – význam pro ekosystém z hlediska entomologického, mykologického i ornitologického

Cílem péče je uchovat přirozené lesní společenstvo smíšeného lesa a příkrých rulových skal a ochrana extrémních stanovišť (sutě, skály). Doplňkovým cílem je zajistit ochranu a stávající podíl starých jedlí bělokorých (Abies alba), unikátního jedince tisu červeného (Taxus baccata) a dalších cenných vtroušených dřevin, jako např. jeřáb břek (Sorbus torminalis) nebo třešeň ptačí (Prunus avium). Dále je důležitá ochrana starých stromů (zejména buků), které slouží jako hnízdiště pro různé ptačí druhy. Usilovat je také třeba o zvýšení podílu odumřelého dříví v rezervaci, je tudíž zakázáno odstraňování odumřelých stromů, padlých kmenů a tlejícího dříví. Význam to má především z entomologického, mykologického a ornitologického hlediska.
V západní části, čili vlastní Sokolí skále, je vyhlášena úplná rezervace. Není zde proto dovoleno jakékoliv porušování půdního krytu (s výjimkou bezpečnostních důvodů železnice, která vede přímo pod svahem této části rezervace) ani lesnické hospodaření, což se týká veškeré těžby i výsadby.
Ostatní území (Dubina a Bučiny) jsou řízenou rezervací a je zde dovoleno hospodařit alespoň výběrným způsobem. Nesmí se však vysazovat dřeviny cizí a nepůvodní pro tuto oblast a je třeba dbát na to, aby byla vytlačována nepůvodní skladba porostů (především smrků).

### Problémy a ohrožení

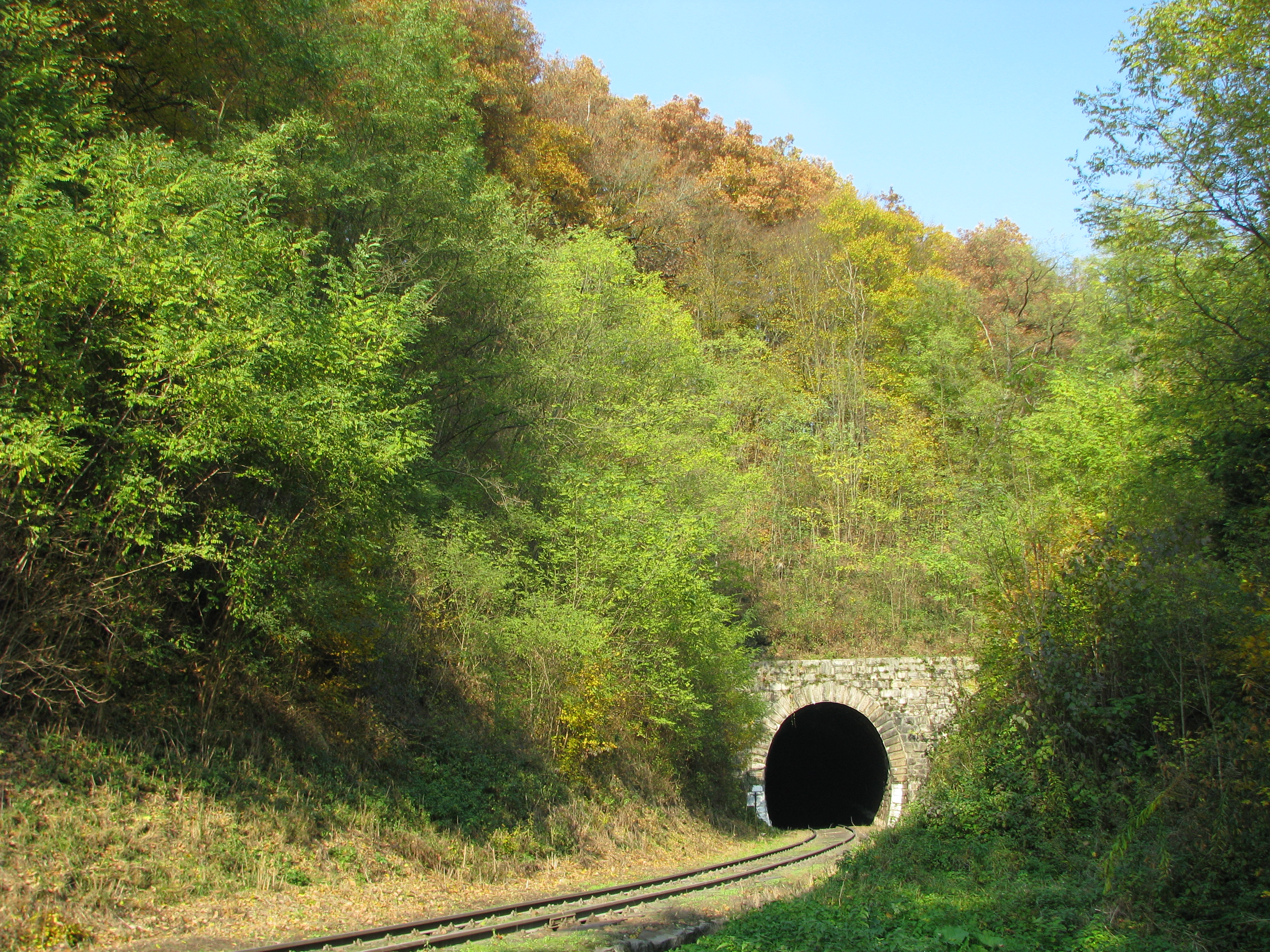
Akátové porosty v okolí železničního Doubravnického tunelu tratě Žďár nad Sázavou – Tišnov (PR Sokolí skála)

Jelikož je většina rezervace velice špatně přístupná, byla obhospodařována jen minimálně a spíše ponechána přirozenému vývoji. Nejpřístupnější, jihovýchodní část (Bučina) byla obhospodařována standardními lesnickými postupy a ani od vzniku rezervace se z této části nepodařilo odstranit výrazné zastoupení smrku. I přesto se zde však nachází zastoupení dřevin blízkých přirozenému.
V devadesátých letech 20. století byla část rezervace (Dubina) dotčena výstavbou Vírského vodovodu a došlo k mírnému zmenšení hranic. V souvislosti s ukončením výstavby byly v západním okraji vysázeny asi na 0,30 ha smrky. V minulosti také došlo k úmyslným mýtním těžbám formou velkoplošných holosečí a následně byly zalesněny především smrkem, který dnes zaujímá plochu asi 2,20 ha.
V současné době je problémem také turismus na severním okraji vlastní Sokolí skály. Přímo pod rezervací u řeky Svratky leží rekreační středisko Prudká, odkud se návštěvníci vydávají na přístupná místa rezervace s atraktivními skalními útvary a místy s vyhlídkou do okolí. Dochází tak k sešlapu vegetace na horní straně skal a zanechávání drobného odpadu v lokalitě. Poškození však není velké.

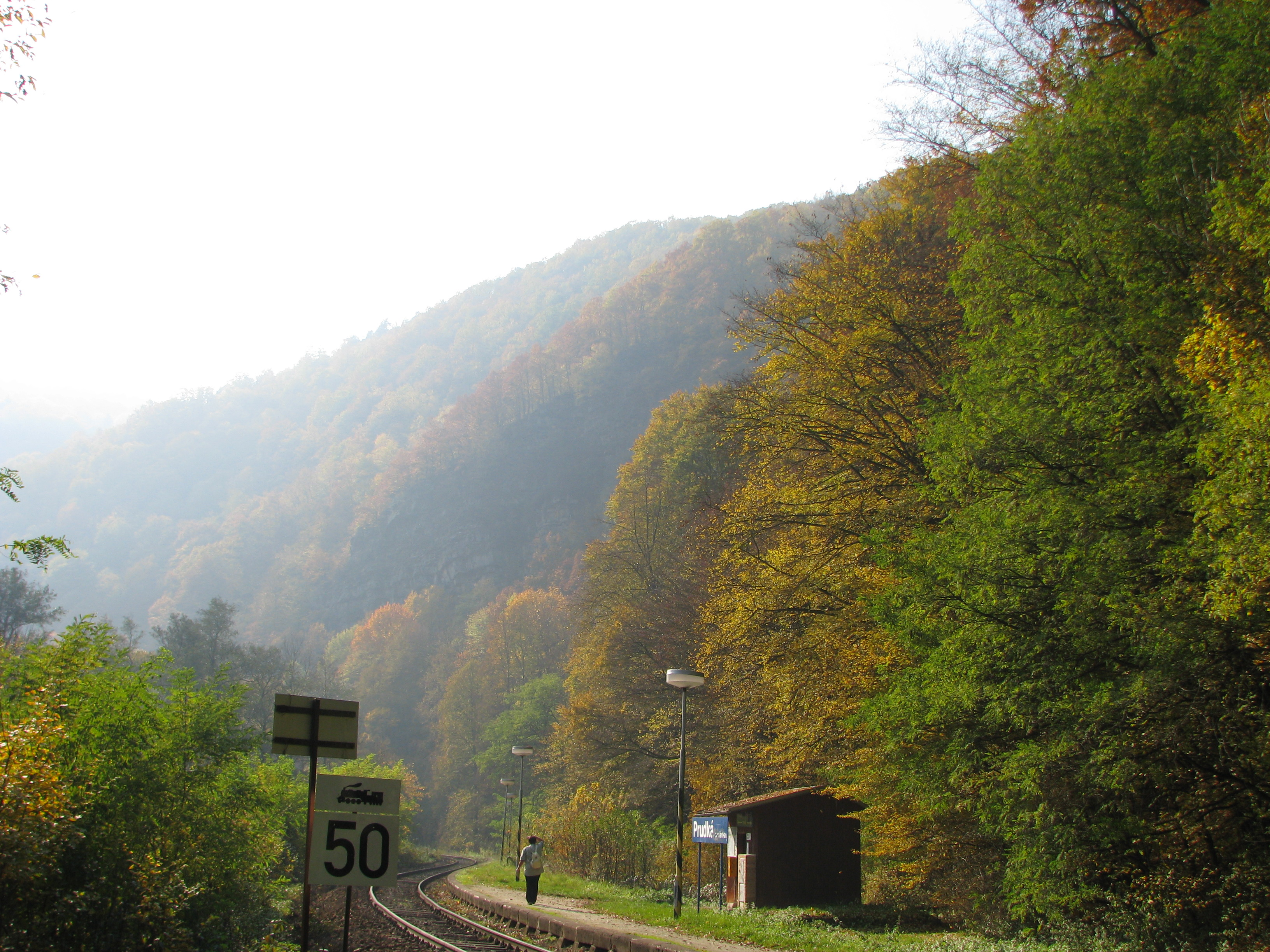
Železniční zastávka Prudká zastávka, za ní skály PR Sokolí skála

Dalším problémem je zvěř (srnci, mufloni, prasata), která způsobuje škody především okusem přirozeného zmlazení.

### Ochranářský management
Hlavním bodem ochrany je nepřipustit obnovu lesa holosečně, ale dosáhnout druhově rozmanitých porostů s přirozenou dřevinnou skladbou výběrným způsobem. Důležité je také snižování stavů zvěře tak, aby bylo umožněno bezproblémové odrůstání přirozeného zmlazení. S tím souvisí vytěsnění stávajících krmelců a újedišť z ochranného pásma rezervace a případné dokrmování zvěře (hlavně v zimních měsících) mimo ZCHÚ i ochranné pásmo. Uvažuje se o výsadbě cca 20 geneticky vhodných jedinců tisu červeného (Taxus baccata) do lokality jeho současného výskytu.
Podél železniční tratě (v ochranném pásmu PR) se nachází několik jedinců nepůvodní dřeviny trnovník akát (Robinia pseudacacia), který má být odstraněn výřezem a aplikací postřiku Roundup jedenkrát ročně. Plán péče také zmiňuje, že by bylo vhodné provést zoologický průzkum oblasti a při tom vytipovat lokality v západní části Sokolí skály pro instalaci budek pro sokola stěhovavého.

## Fotogalerie

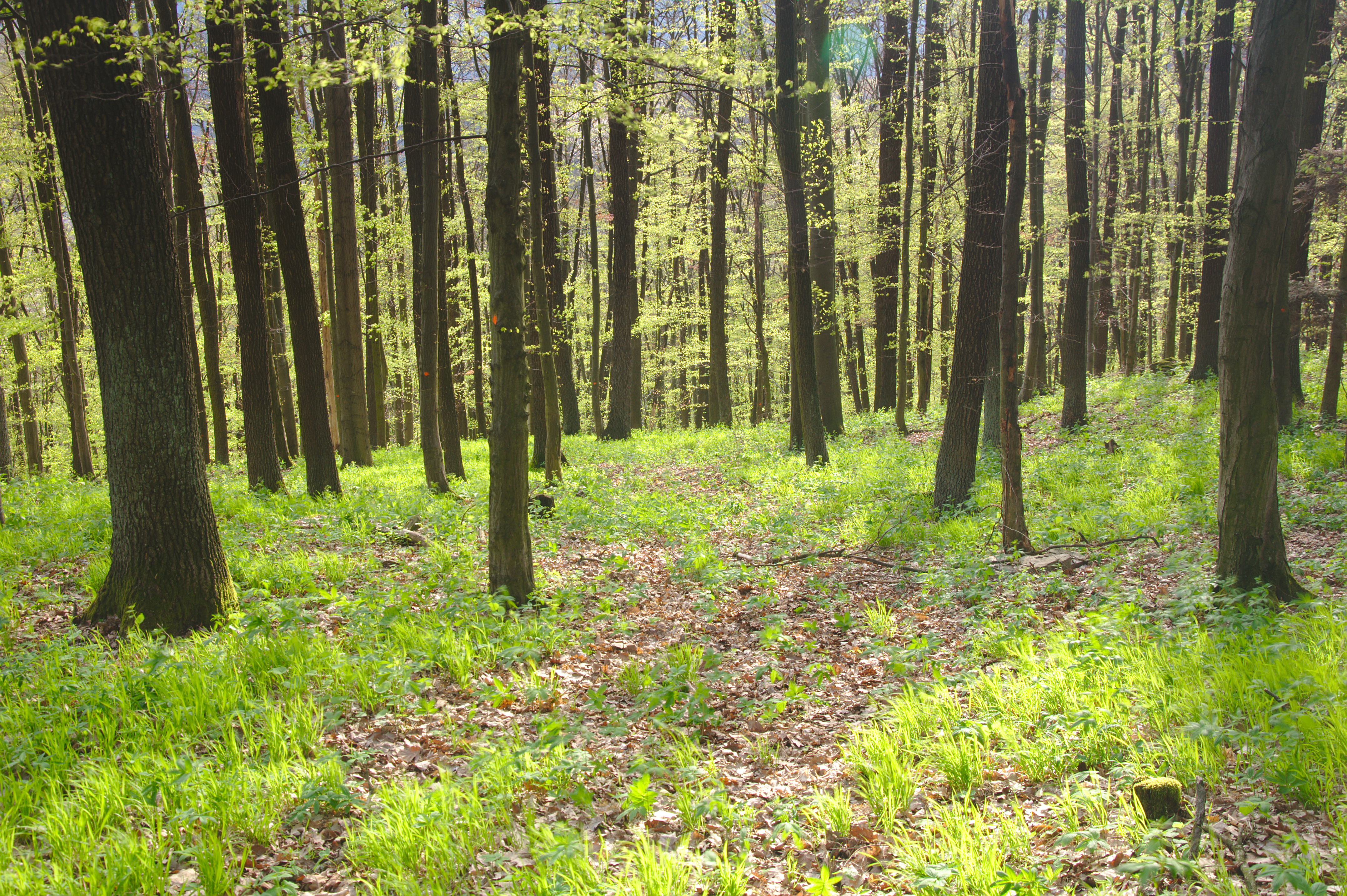
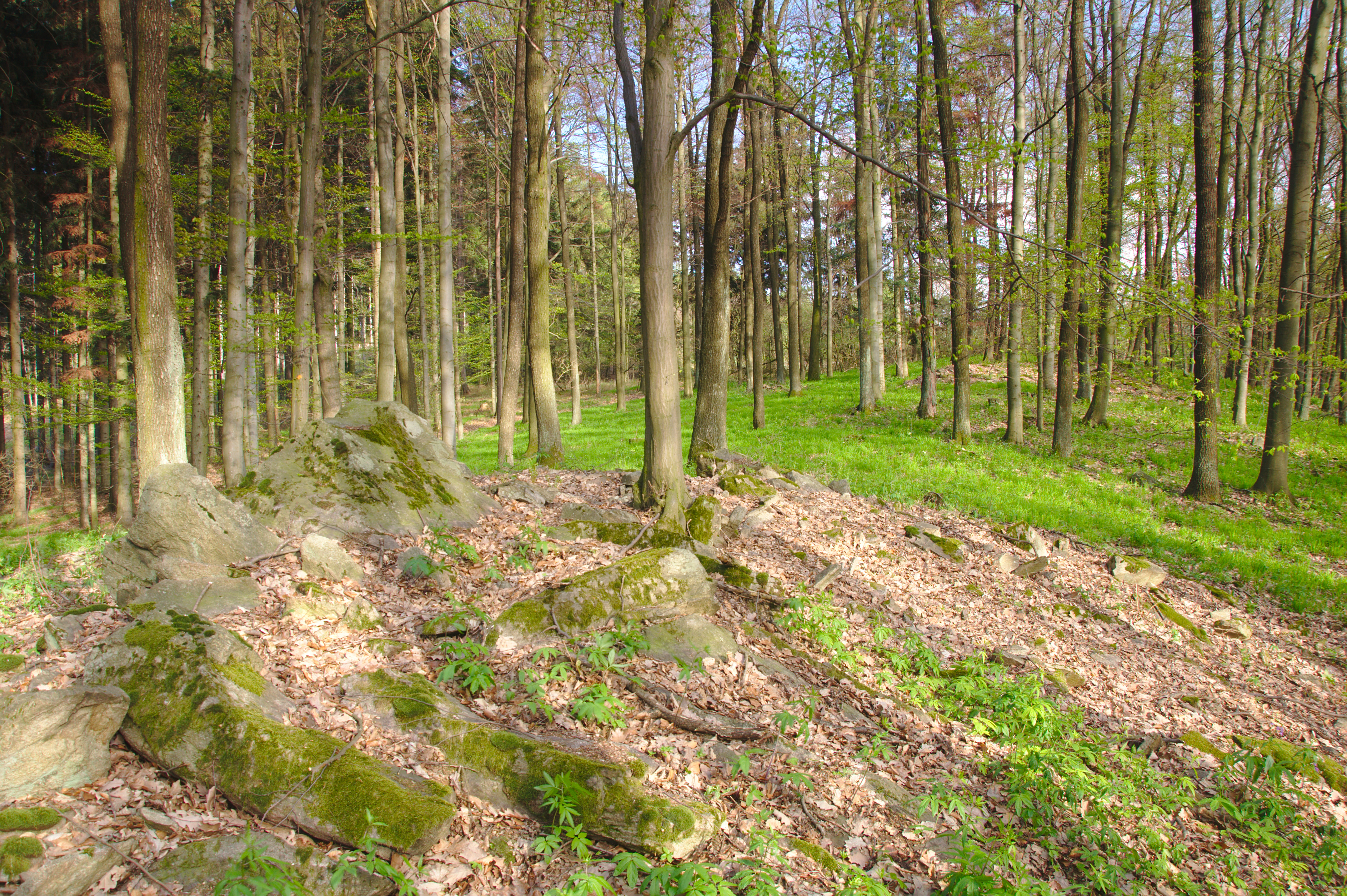
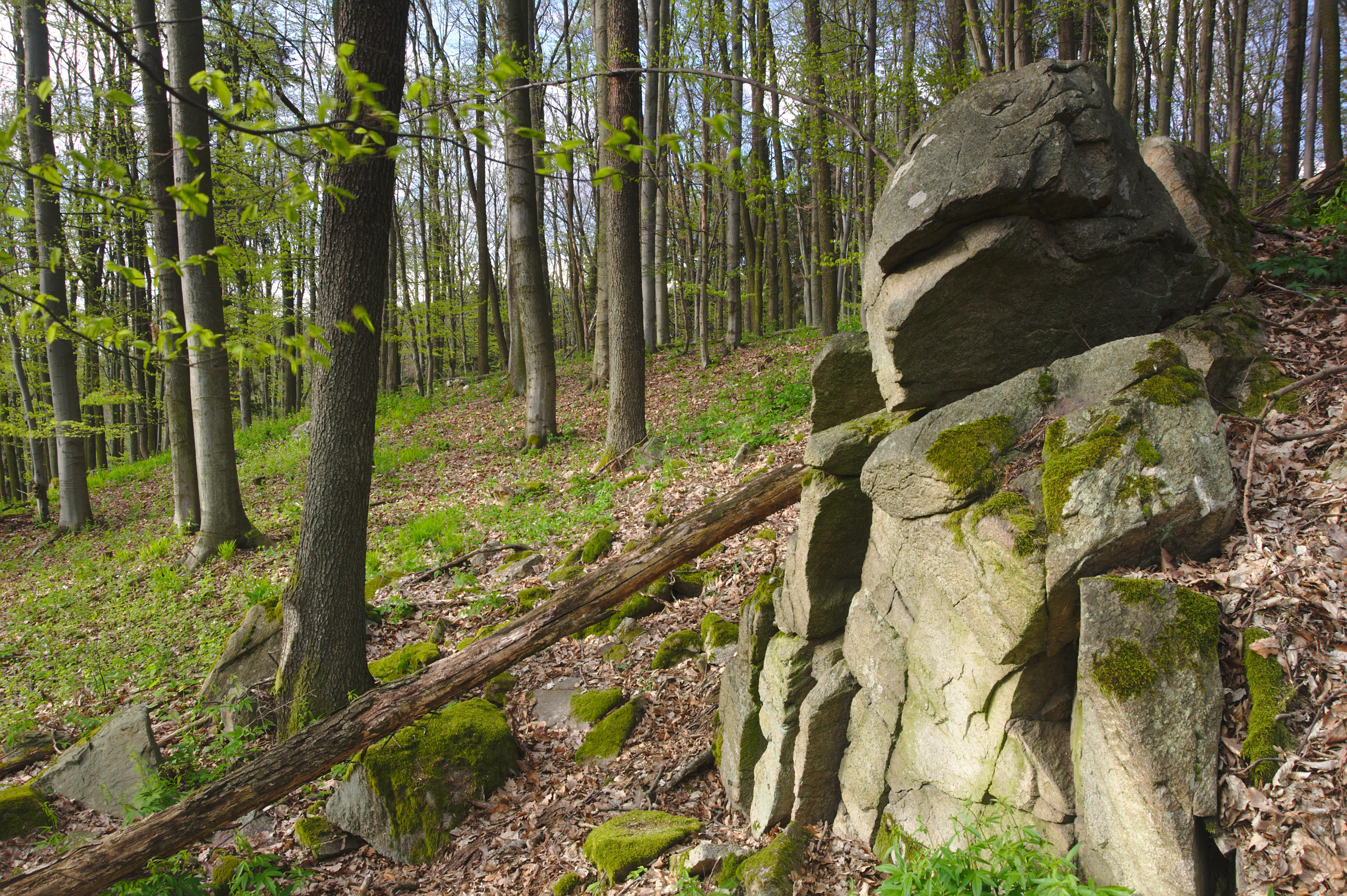
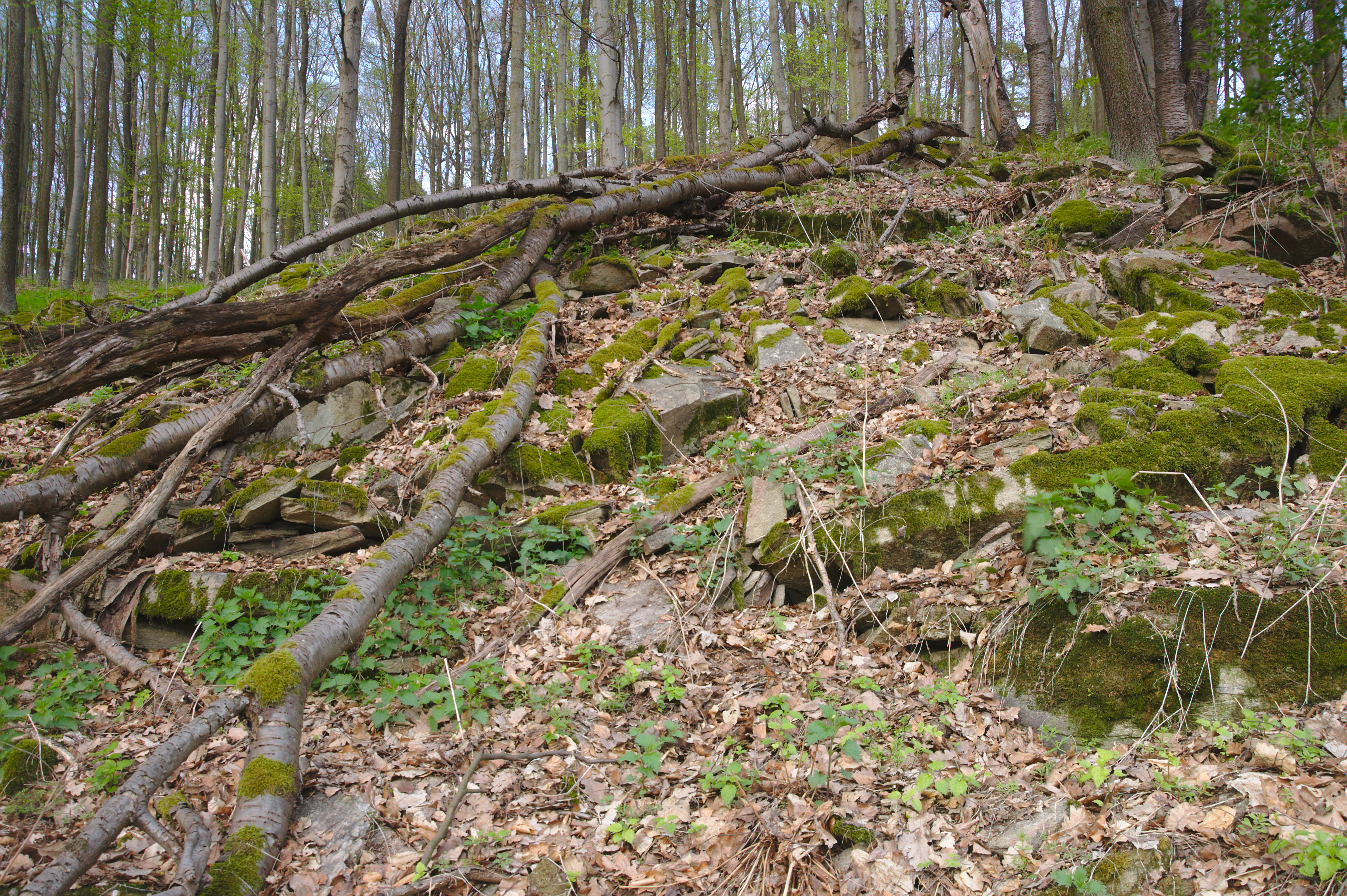
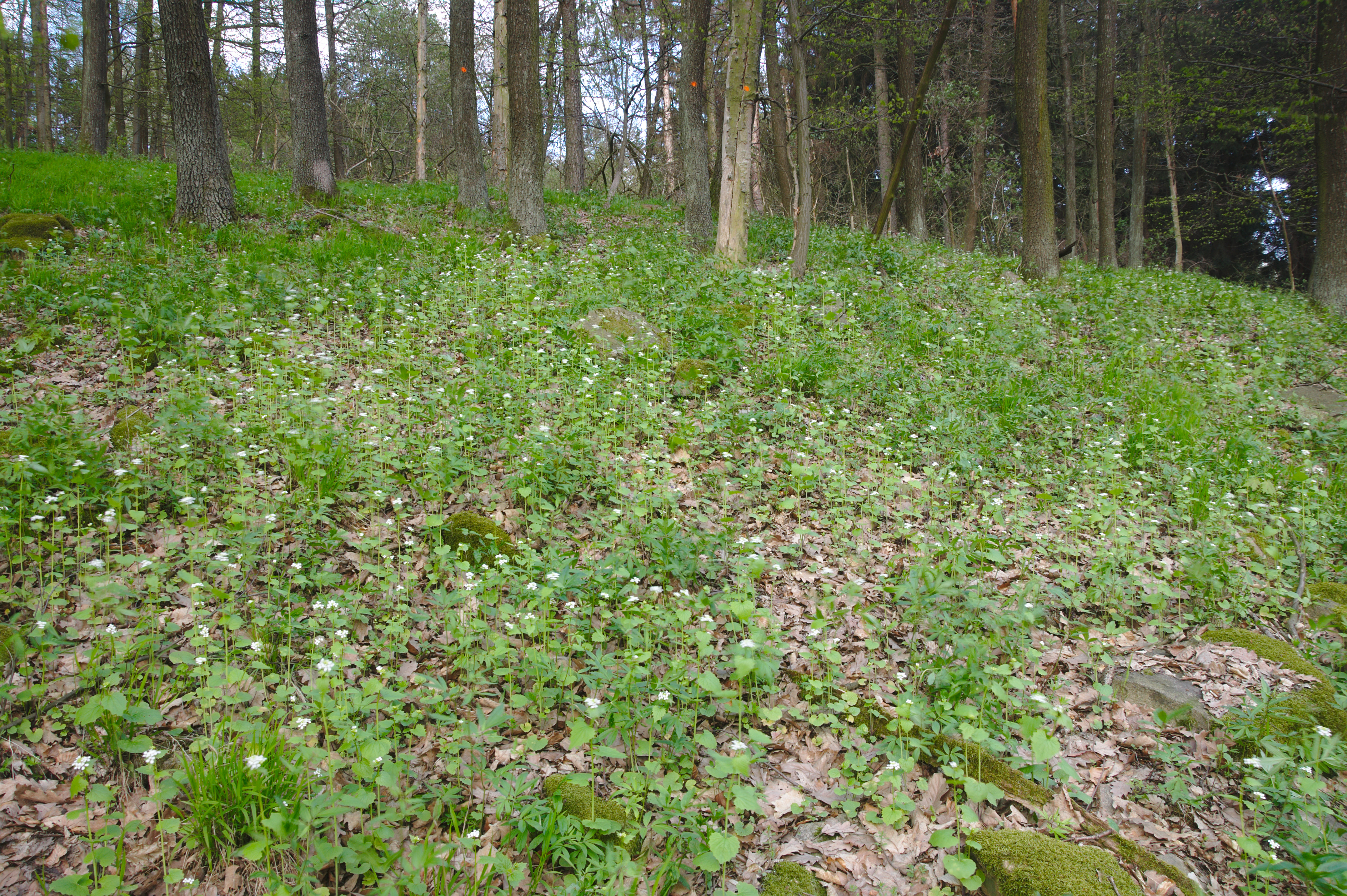
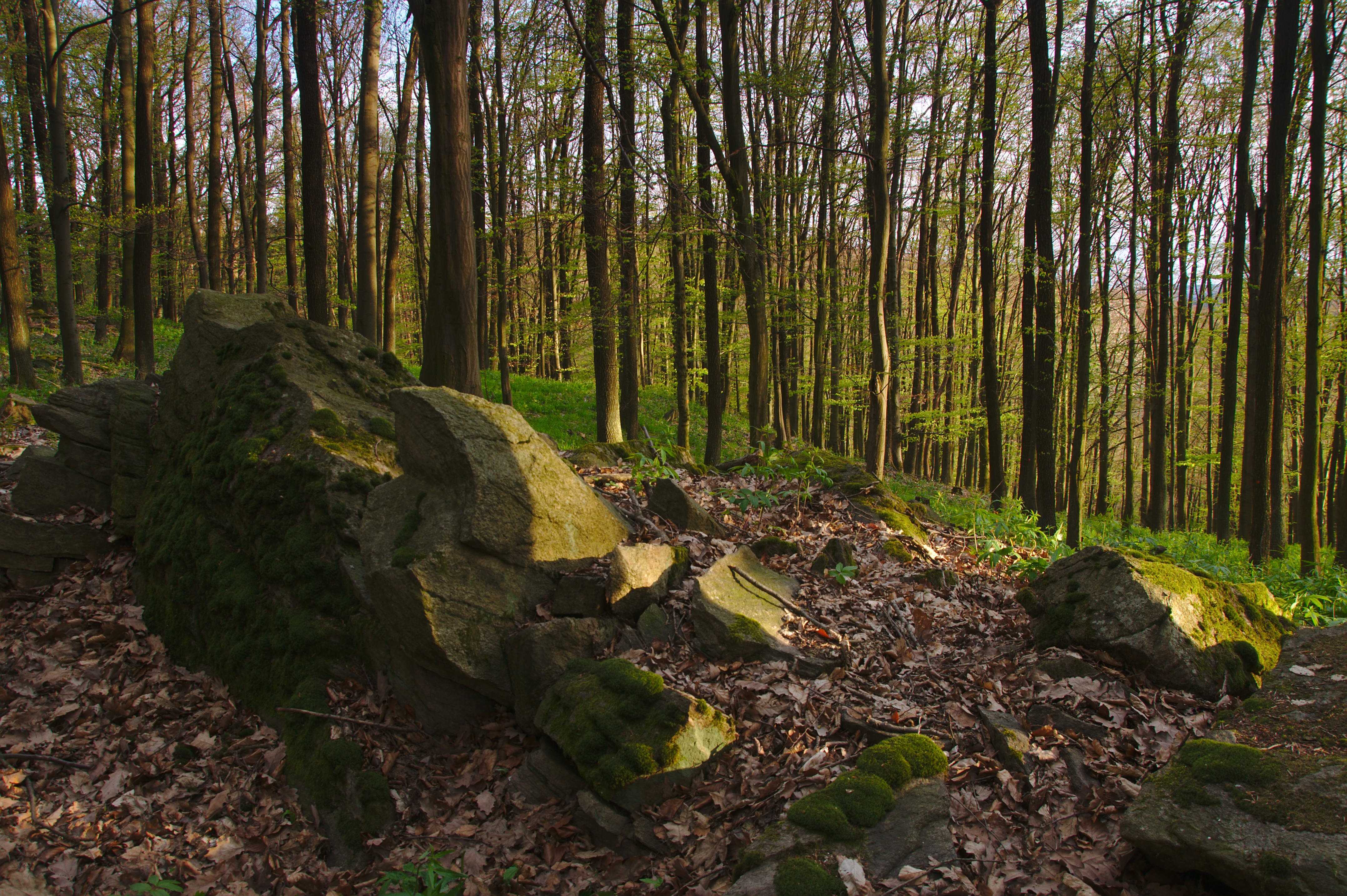